# یک پارچه آقا
یک پارچه آقا فیلمی به کارگردانی و نویسندگی ناصر ملک مطیعی محصول سال ۱۳۴۴ است.

## خلاصه داستان
یک راننده ی تاکسی روزی در پایان کارش در تاکسی یک بلیت بخت آزمایی پیدا می کند درمی یابد که بلیت برنده ی جایزه ی صدهزار تومانی شده است. او همه جا را در جستجوی صاحب بلیت زیرپا می گذارد. در این حال با دختری آشنا شده و شیفته اش می گردد و وقتی با او قرار ازدواج می گذارد درمی یابد که او صاحب بلیت بخت آزمایی است.

## بازیگران
- ناصر ملک مطیعی
- کتایون
- تقی ظهوری
- حمیده خیرآبادی
- عبداله محمدی
- گیتی جعفری
- علی باباخانی
- ابراهیم فخار
- مریم
- تورج
- خسرو
- رحمان
- دورانی
- سهرابی
- کاهن
- گیتی فروهر
- یدالله محمدی‌نژاد